# Tu viện Vyšší Brod
Tu viện Vyšší Brod (IPA: [ˈvɪʃiː ˈbrot]; tiếng Séc: Vyšebrodský klášter) hay còn gọi là Tu viện Hohenfurth (tiếng Đức: Abtei Hohenfurth) là một trong những địa điểm lịch sử quan trọng nhất của vùng Nam Bohemia. Nơi đây đã được Bộ Văn hóa công nhận là di tích văn hóa.
Tu viện theo Dòng Xitô, tọa lạc ở bờ phải sông Vltava, phía tây nam của thị trấn Vyšší Brod. Tu viện được thành lập vào năm 1259. Leopold Wackarž là sư trụ trì.
Thánh Lễ được cử hành theo Sách lễ Rôma (Thánh lễ Latinh truyền thống, ấn bản năm 1962) cùng với sự có mặt của các vị tiên tri Xitô.
Trong thế kỷ XX, do những biến động của thời đại, tu viện bị giải thể vào năm 1941. Các tu sĩ trẻ nhập ngũ tại Mặt trận Phía đông, những người lớn tuổi phải tìm nơi ẩn náu tại các giáo sứ khác xung quanh. Năm 1950, nhà cầm quyền cộng sản Tiệp Khắc đã trục xuất hết các tu sĩ cuối cùng còn ở lại.
Phải đến sau Cách mạng Nhung, khi các bộ luật chống tôn giáo bị bãi bỏ, vào ngày 17 tháng 1 năm 1990, các dòng tu mới được cho phép hoạt động trở lại. Vào tháng 3 năm 1991, hai trong số sáu mục sư sống sót đã trở về Tu viện Vyšší Brod. Trong nhiều thập kỷ sau đó, tu viện dần dần được khôi phục, trở thành nơi chào đón và đào tạo các tu sĩ trẻ tuổi.
Hiện nay, tu viện Vyšší Brod là nơi sinh sống của hơn mười mục sư. Những mục sư ngoài việc tụng kinh hàng ngày, họ còn điều hành, duy trì công việc tại một xưởng đóng sách và mở cửa một bảo tàng phục vụ công chúng. Đời sống phụng sự của họ được chấp hành theo nghi thức Tridentine.

## Môt số hình ảnh

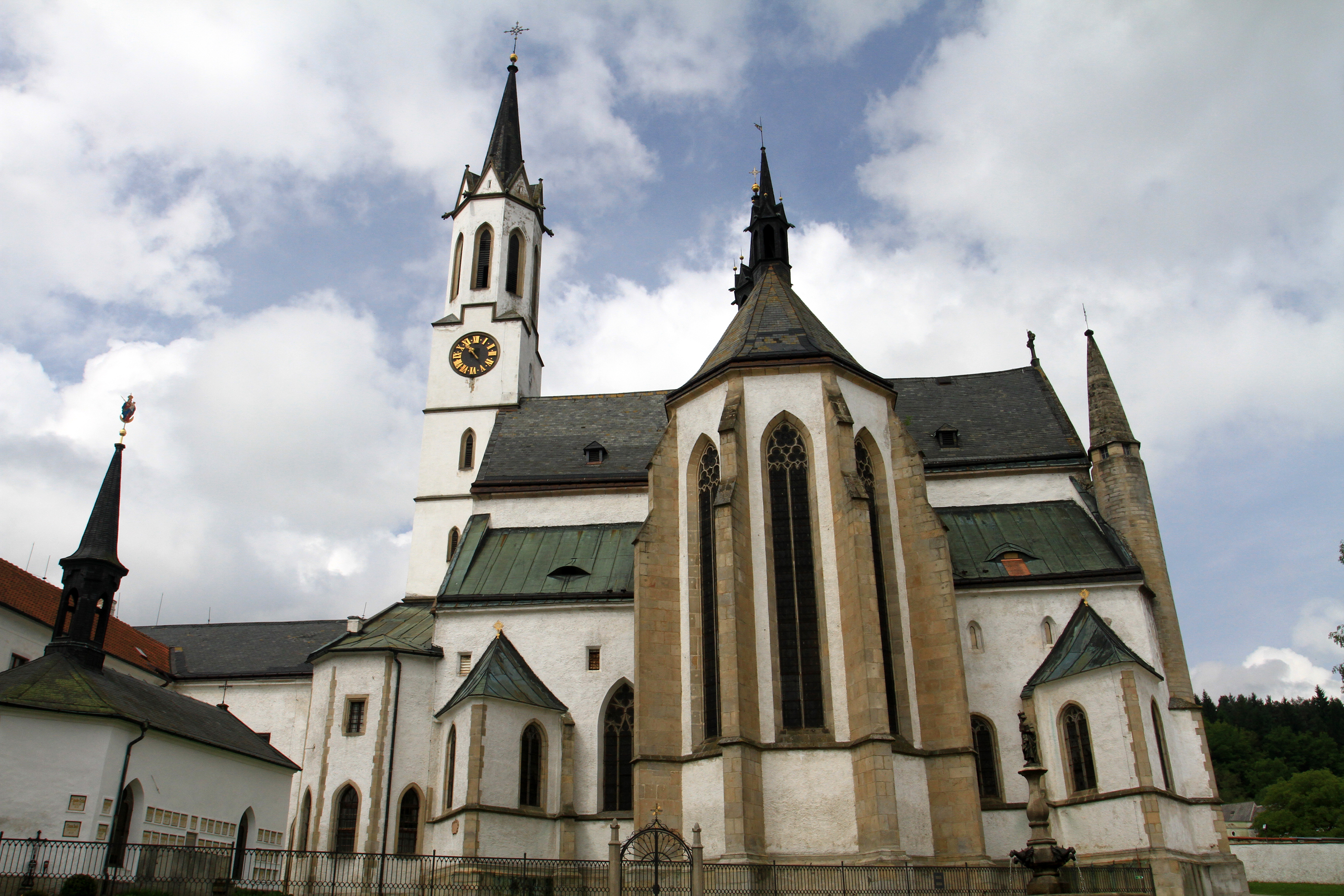
Nhà thờ của Đức mẹ Đồng trinh Mary
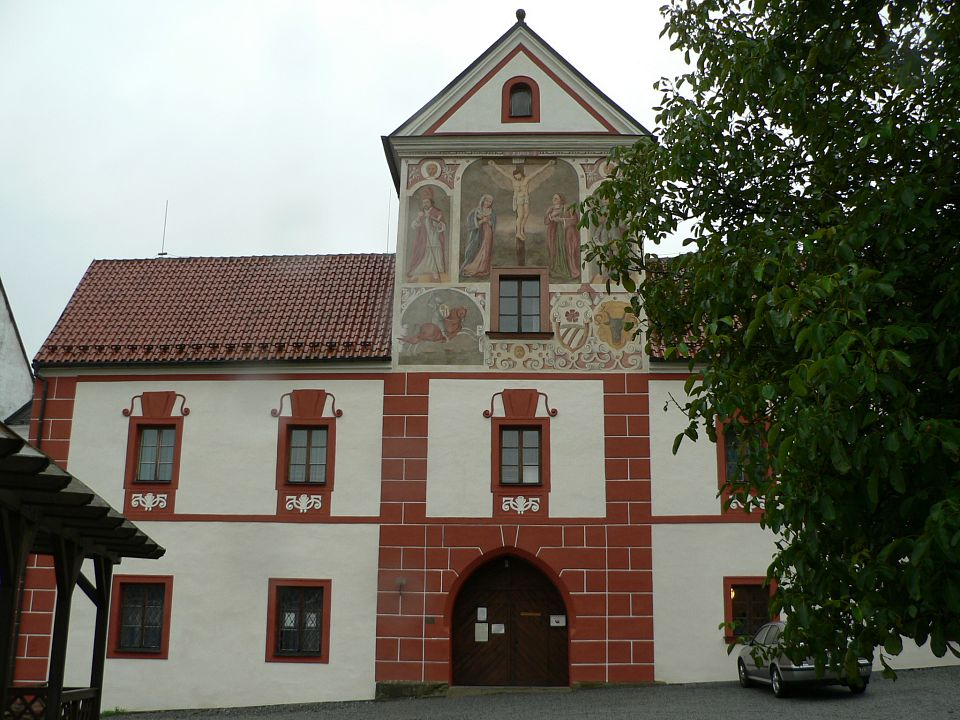
Cổng vào
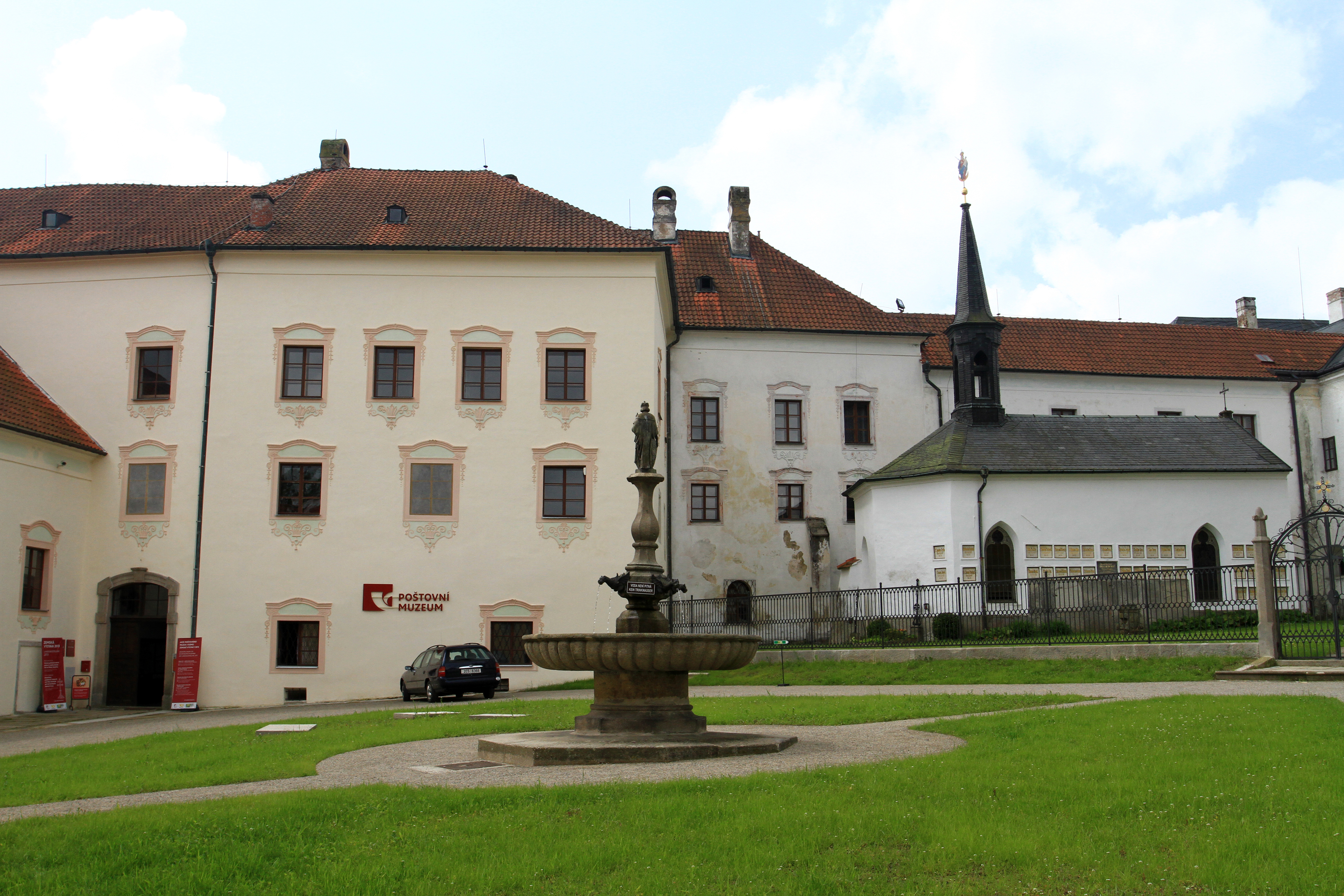
Mặt trước nhà bảo tàng
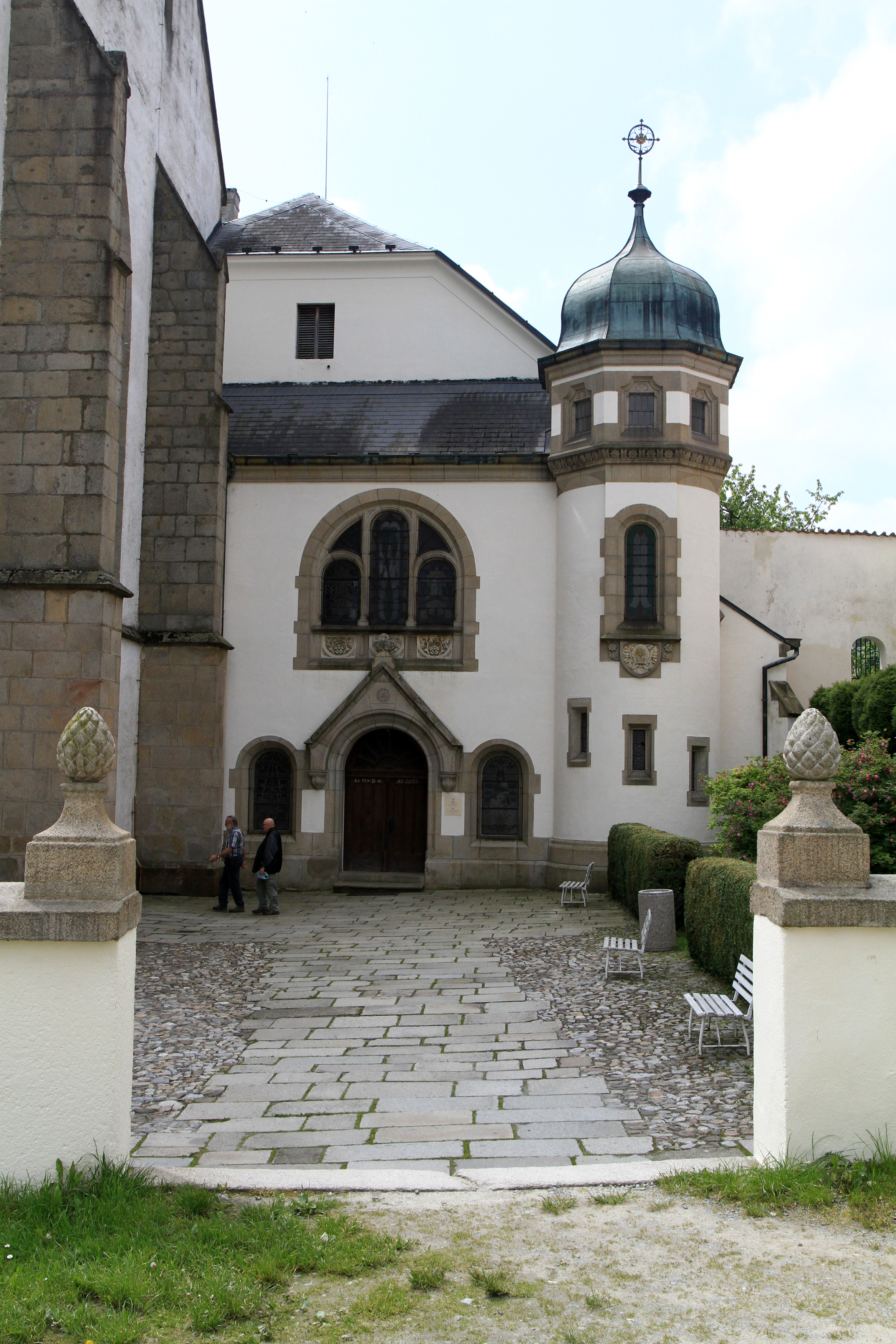